# Kumo desu ga, Nani ka?
Kumo desu ga, Nani ka? (蜘蛛ですが、なにか??  lit. ¡Soy una araña! ¿y qué?), en inglés So I'm a Spider, So What?, es una novela web japonesa escrita por Okina Baba. Empezó su serialización en línea el 27 de mayo de 2015 en el sitio web de novelas ligeras creadas por usuarios Shōsetsuka ni Narō. Una adaptación a novela ligera con ilustraciones de Tsukasa Kiryu empezó a publicarse en Kadokawa Shoten el 10 de diciembre de 2015. Una adaptación a manga con ilustraciones de Asahiro Kakashi y diseño de personajes de Tsukasa Kiryu empezó a publicarse en Kadokawa Comics revista Young Ace Up el 22 de diciembre de 2015.
El 6 de julio de 2018 fue anunciada una adaptación a serie de anime por Yen Press (Kadokawa) durante la Anime Expo 2018, más tarde el 8 de agosto del mismo año se liberó el primer Tráiler del anime. Entrenándose el 8 de enero de 2021.
La editorial Kadokawa confirmó en la descripción del décimo sexto volumen de las novelas ligeras escritas por Okina Baba e ilustradas por Tsukasa Kiryu, Kumo Desu ga, Nani ka? (So I’m a Spider, So What?), que éste será el último de la obra. El lanzamiento está programado para el 8 de enero de 2022 en Japón.

## Argumento
En un mundo fantástico, el héroe y el rey demonio están en eterna lucha. En una de sus acciones, las repercusiones llegan al mundo real, en donde una clase de instituto explota y acaba con la vida de todos los estudiantes. Ellos son entonces transportados al mundo fantástico, recibiendo una reencarnación acorde con su posición en la clase.
La protagonista, que tiene la peor posición, es reencarnada en un monstruo araña de un metro. ¡Pertenece a una de las razas más bajas en el escalafón y está perdida en una horripilante mazmorra plagada de ranas venenosas, serpientes gigantes e incluso dragones!
Contra lo previsto, ella acepta su nueva situación y se adapta rápido a este nuevo mundo en constante lucha entre el bien y el mal.

## Desarrollo
La trama principal de la historia nos narra los eventos que le ocurren a Kumoko justo desde el momento de su nacimiento y en adelante, su búsqueda por la supervivencia y su crecimiento tanto personal como de fuerza en la jerarquía del laberinto.
Por desgracia la situación fuera del laberinto no es del todo pacífica, puesto que los humanos se encuentran en una guerra constante contra los demonios, siendo estos comandados por el Rey Demonio. Y siendo la única esperanza de la humanidad el Héroe, la única persona capaz de asesinar al rey demonio.
Algo que cabe recalcar es que la novela lleva al lector a ver acontecimientos de ese mundo desde varios puntos de vista, siendo la mayor parte de los acontecimientos exteriores de Shun. Debido a esto la nomenclatura de la Novela Web y Novela Ligera varia dependiendo del personaje del momento, la nomenclatura más común es la siguiente:
- Capítulos #: En estos el personaje principal siempre será Kumoko y se centraran en su mayoría en su travesía por el laberinto, siendo todos los diálogos en la mente de la heroína (debido a que las arañas no hablan).
- Capítulos S: En estos el protagonismo caerá en Shun y narran su crecimiento como persona y los eventos que ocurren fuera del laberinto.
- Capítulos B: El protagonista en esta ocasión será Balto, la mano derecha del Rey demonio actual (Asistente) y que en tiempos en los que no haya un Rey Demonio hace de líder de los demonios.
- Capítulos Y: Aquí se narran las batallas contra los demonios y los diferentes puntos de vista del Héroe Julius, medio hermano de Shun.

## Personajes
Tejedora Blanca (白織 Shiraori?)
Alias: Kumoko (蜘蛛子?) (Nombre dado por el autor), Blanca (白 Shiro?) (Nombre dado por Ariel)
 Seiyū: Aoi Yūki, Romina Marroquín (español latino)
El personaje principal de la historia. Antes de su reencarnación era una estudiante de preparatoria altamente asocial, prefería pasar todo su tiempo libre en su casa jugando videojuegos. De naturaleza muy tímida, siempre intenta evadir cualquier interacción con otra persona (incluso en línea), dejando a un lado su timidez es una persona estoica y que hace todo lo que puede para adaptarse y encontrar el lado positivo de las cosas, usualmente bromeando en su mente. Muy en el fondo de ella tiene impulsos sádicos que a veces demuestra, especialmente con los monstruos que captura. A diferencia de los otros reencarnados las habilidades y puntos de habilidad con los que nació son extremadamente bajos. Su especie es Pequeña Taratect Menor un monstruo tipo araña con un Nivel de peligro F.
Yamada Shunsuke (山田俊輔?)
Alias: Shun (シュン?), Schlain Zagan Analeit (Nombre de reencarnado)
 Seiyū: Shun Horie, Diego Becerril (español latino)
Compañero de clases de la protagonista. Este reencarno como el 4.to príncipe del reino de Analeit. Nacido en la nobleza y criado ambiente maravilloso, es una persona de gran bondad y amabilidad. Debido a que conserva los recuerdos de su antigua vida tiene una gran curiosidad por los elementos fantásticos de este nuevo mundo (magia). Tiene una relación bastante cercana con su media hermana sue y es considerado como un prodigio por la nobleza del reino debido a sus grandes habilidades. Físicamente se podría describir como un joven cualquiera con cabello azul oscuro pero dentro de él hay un potencial inigualable.
Kanata Oshima (大島叶多 Oshima Kanata?)
Alias: Katia (カティア?), Karnatia Seri Anabald (Nombre de reencarnado)
 Seiyū: Nao Tōyama, Erika Ugalde (español latino)
Uno de los mejores amigos de Shun en su antiguo salón de clases, al morir Kanata es reencarnado en un cuerpo del sexo opuesto con el nombre de Karnatia y siendo hija de un duque del reino de Analeit. Shun y Katia se reunieron rápidamente al intuir que era extraño el que hubiera otro joven de la misma edad que ellos catalogado de pródigo. Como persona Katia comparte la curiosidad de Shun por el nuevo mundo y aprovecha su posición para indagar más acerca de este. Físicamente se le describe como una joven hermosa con cabello rojo y con una figura deslumbrante.
Kanami Okazaki (岡崎香奈美?)
Alias: Oka, Filimøs Harrifenas (フィリメス ハァイフェナス?) (Nombre de Reencarnado)
 Seiyū: Kaya Okuno, Susana Moreno (español latino)
Kanami Okazaki era la profesora de literatura clásica y encargada del salón de clases en el momento de la explosión. Al momento de reencarnar se convirtió en una elfa hija del patriarca de los elfos, Potimas Harrifenas. A pesar de haber reencarnado y ahora ser conocida como Filimøs Harrifenas siguió sintiendo el mismo nivel de responsabilidad hacia sus estudiantes. Con la ayuda de su padre y todos los recursos de los elfos Filimøs comenzó su viaje por el mundo para encontrar a sus estudiantes y protegerlos del que ella considera esta peligroso nuevo mundo.
Natsume Kengo (夏目健吾?)
Alias: Hugo, Hugo Baint von Renxandt (ユーゴー・バン・レングザンド?) (Nombre de Reencarnado)
 Seiyū: Kaito Ishikawa, Alberto Bernal (español latino)
Reconocido como el chico problema de la clase, luego de reencarnar terminó siendo el único príncipe del Imperio Renxandt. Su pasado en Japón y su nueva situación no hizo nada más que aumentar su egocentrismo y sed de poder, le encanta ser el centro de atención y no dudara en crear situaciones peligrosas con tal de demostrar su fuerza. Con la desaparición de su padre solo es cuestiona de tiempo antes de que ascienda a "Emperador de la Espada" (Gobernante del Imperio Renxandt).
Suelecia Zagan Analeit (スーレシア　ザガン　アナレイト?)
Alias: Sue.
 Seiyū: Yui Ogura, Erika Langarica (español latino)
Segunda princesa del reino de Analeit y media hermana de Shun. Sue no es una reencarnada pero al principio se le confundió por una debido a sus grandes habilidades demostradas a una corta edad. Ella idolatra a su hermano Shun, demostrando una devoción enorme por el mismo debido a esto también ha demostrado actitudes despectivas e incluso comportamientos de agresividad verbal y física contra cualquiera que hable mal de su hermano o intente separarlos. La mejor forma de catalogar su personalidad sería Yandere , una persona que a simple vista parece dulce pero que dentro esconde sentimientos negativos excesivos.
Julius Zagan Analeit (ユリウス ザガン アナレイト?)
Alias: Julius.
 Seiyū: Junya Enoki, Alan Juárez (español latino)
El Héroe y 2.do príncipe del reino de Analeit. Hermano mayor biológico de Shun. Posee las cualidades que todo Héroe debería tener, un espíritu noble y bondadoso. Una de las razones principales por las que Shun nunca se conformo con su propia fuerza fue debido a su admiración y ansias de alcanzar a Julius. Debido a su posición como Héroe es bastante activo tratando de salvar gente por todo el reino, pero de igual manera debido a esto el tiempo que pudo pasar con sus hermanos fue bajo dañando seriamente su relación con Sue, a quien ella ve como un rival que quiere separarla de Shun. A diferencia de su relación con sus hermanos Julius ha sido el que más tiempo ha pasado con su padre Meiges Derra Analeit y conoce sus verdaderos sentimiento por su familia.
Ronandt (ロナント Ronanto?)
Alias: El mago más fuerte de la humanidad.
Ronandt es el actual jefe de los magos de la corte del Imperio Renxandt y es conocido como el mago humano más poderoso del planeta. A pesar de su posición Ronandt no muestra particular interés por su Imperio, sino que esta completamente obsesionado en conocer las profundidades de la magia y su verdadera forma. Ronandt fue durante un corto periodo de tiempo el maestro del Héroe Julius. Ronandt se encontró una vez con Kumoko en el Gran Laberinto de Elroe y fue fascinado y atemorizado por su gran magia, esto le enseñó que aun le quedaba mucho por aprender. Volvió al laberinto a observar el entrenamiento de las arañas para ser más fuerte y se autoaplica un entrenamiento espartano atacandese el mismo para aumentar su resistencia, comiendo monstruo, eyt. Se autoproclama "Aprendiz de la Pesadilla del Laberinto de Elroe"
Balto Phthalo (バルト Baruto?)
Alias: Ninguno.
Mano derecha del Rey Demonio y excomandante del 4.º Ejército del Rey Demonio. Durante el periodo que hubo entre el anterior Rey Demonio y el actual Balto actuó como el pilar que mantuvo a la especie unida. Balto es descrito como una persona extremadamente seria y dedicada, cualidad que demostró al haber mantenido a los demonios unidos y al mismo tiempo preparando a estos mismo para la llegada del siguiente Rey Demonio. Balto es un demonio alto y de piel caucásica con el cabello negro y rayas blancas. Tiene ojos amarillos que usualmente son cubiertos con el reflejo de sus lentes. Usa ropas completamente blancas con algunos diseños de color azul que usualmente cubre con un saco blanco sobre sus hombros y cuello afelpado rojo. Tiene un hermano menor, Bloe Phthalo.

## Traducciones oficiales
El 15 de abril de 2017 Yen Press anuncio en la Sakura-Con de ese mismo año que habían adquirido las licencias para la comercialización de la novela ligera y manga para Estados Unidos. El 4 de noviembre de 2017 ECC Ediciones anuncio en el XXIII Salón del Manga de Barcelona que ya habían adquirido la licencia para la comercialización del manga. A mediados de marzo de 2019 la Editorial Mexicana Kamite anuncio a través de su cuenta oficial de Facebook que comenzarían a traducir y distribuir la novela en territorio Mexicano, el 8 de enero del 2021 (mismo día del estreno de la adaptación al anime) la misma editorial Kamite anuncio de manera oficial al igual que con la novela ligera por Facebook que comenzará a traducir y distribuir la adaptación a manga.

## Recepción
En noviembre de 2016 se reveló que en la guía recopiladora This Light Novel is Amazing! (Kono Light Novel ga Sugoi!) 2017, la novela ligera estaba listada en el 3.er puesto de las 10 mejores novelas comercializadas en formato de libro. Y luego al siguiente año, en la edición This Light Novel is Amazing! 2018 esta logró subir de posición al 2.do puesto. El 10 de julio cuando salió a la venta los volúmenes 9 y 5 de la novela ligera y manga respectivamente se confirmó que la franquicia ya había distribuido 1.2 millones de copias entre la novela y manga. Nuevamente en la edición This Light Novel is Amazing! 2019 la novela volvió a parecer en el 9.no puesto de la 10 mejores novelas comerciales en formato de libro.

## Anime
El 6 de julio de 2018 un trabajador de Meishodo bookstore en Ueno subió a la cuenta de Twitter de la tienda subió una foto de los productos recién llegados, allí se podía observar que el volumen 5 del manga tenía una banda con el anuncio de la animación pero no fue sino hasta unos días después que Kadokawa y Yen Press dieron el anuncio oficial durante el Anime Expo 2018. El 8 de agosto de 2018 Kadokawa liberó el primer tráiler oficial de la adaptación anime de la novela. Originalmente programado para estrenarse en 2020, se reprogramó para estrenarse el 8 de enero de 2021 debido a la pandemia de COVID-19. La serie está animada por Millepensee y dirigida por Shin Itagaki, con Okina Baba y Yūichirō Momose supervisando los guiones de la serie, Kii Tanaka diseñando los personajes, y Shūji Katayama componiendo la música de la serie. Jōtarō Ishigami está produciendo la serie. El tema de apertura es "keep weaving your spider way" interpretado por Riko Azuna, mientras que el tema de cierre es "GANBARE! KUMOKO SAN NO THEME" (がんばれ！蜘蛛子さんのテーマ "Ganbare! Kumoko-san no Tēma"?) interpretado por "Watashi" (Aoi Yūki). El segundo tema de apertura es "Bursty Greedy Spider" interpretado por Konomi Suzuki, mientras que el segundo tema de cierre será interpretado por Yūki. Crunchyroll tiene la licencia fuera de Asia.  Medialink obtuvo la licencia de la serie en el sudeste asiático y el sur de Asia, y la está transmitiendo en su canal Ani-One de YouTube y Bilibili.
El 8 de febrero de 2021, Crunchyroll anunció que la serie recibió un doblaje en español latino, que se estrenó el 19 de febrero.